# ایچیکاوا ابیزو سیزدهم
ایچیکاوا ابیزو سیزدهم (انگلیسی: Ichikawa Ebizō XIII؛ زادهٔ ۶ دسامبر ۱۹۷۷) هنرپیشه اهل ژاپن است. از فیلم‌هایی که وی در آن نقش داشته است، می‌توان به هاراکیری: مرگ یک سامورایی اشاره کرد.